# Автошлях Т 0114
Автошля́х Т 0114 — автомобільний шлях територіального значення в Автономній Республіці Крим. Пролягає територією Керченського району через Єди-Кую — перетин із E97 (М17). Загальна довжина — 4,1 км.

## Маршрут
Автошлях проходить через такі населені пункти:
| Автошлях Т 0114           |        |
| Автономна Республіка Крим |        |
| Керченський район         |        |
| Єди-Кую                   |        |
|                           | E97М17 |